# Hacı Halil Pascià
Hacı Halil Pascià letteralemente "Halil il pellegrino", conosciuto anche come Khalil Pascià Hadjdji Arnawud (Elbasan, 1655 – Creta, 1733) è stato un politico e militare ottomano di etnia albanese.

## Primi anni
Era di origine albanese, nato a Elbasan, è salito attraverso il corpo dei Bostancı. Nel 1694, si dimise e andò a Baghdad (ora in Iraq) come subordinato del governatore di Baghdad. Nel 1711 fu promosso al comando generale del corpo dei Bostancı (Bostancıbaşı) e nel 1716 prese il posto di beylerbey dell'Eyalet di Erzurum. Tuttavia non prestò servizio a Erzurum a causa dello scoppio della guerra austro-turca del 1716-1718, essendo stato riassegnato a Belgrado (ora in Serbia).

## Gran Visierato
Durante la decisiva battaglia di Petervaradino il 5 agosto 1716, il gran visir Silahdar Ali Pascià fu ucciso e Halil divenne comandante in capo. Su suggerimento di Nevşehirli Damat İbrahim Pascià, un favorito del Sultano che voleva restare in disparte, fu nominato gran visir.
La campagna del 1716 si concluse con un nuovo disastro ottomano e la perdita di Temesvar il 21 ottobre 1716. Halil ritirò l'esercito nei quartieri invernali e tornò a Edirne.
Nel 1717 il favorito Nevşehirli Damat İbrahim Pascià sposò la figlia del sultano Ahmet III, Fatma Sultan, di 13 anni e già vedova del Gran Visir Silahdar Damat Ali Pascià. Nevşehirli Damat İbrahim Pascià era un sostenitore della pace con gli austriaci, ma Halil voleva continuare la guerra e rese la ritirata di Temesvar una condizione per la pace. Il 12 giugno 1717 l'esercito lasciò Edirne e si diresse a Belgrado mentre il principe Eugenio di Savoia, generale imperiale, aveva posto l'assedio a Belgrado; Halil lo attaccò ma fu sconfitto il 16 agosto 1717 e perse tutta l'artiglieria, l'equipaggiamento e le file e migliaia di uomini; l'esercito si ritirò a Nish e il governatore di Belgrado Sari Mustafa Pasha non ebbe altra scelta che arrendersi con gli onori militari; Eugenio di Savoia gli fece un'offerta di pace che portò a Sofia, dove si trovavano il sultano Ahmet III e la sua corte.

## Ultimi anni
Sebbene fosse stato condannato a morte, si nascose a Istanbul. Il 7 giugno 1720 fu scoperto, ma con l'aiuto dei suoi partigiani fu graziato. Nel 1727 divenne governatore del Sangiaccato di Eğriboz, nella Grecia centrale e l'anno successivo fu nominato governatore di Creta, dove morì nel 1733.